# Флаг Среднеахтубинского района
Флаг Среднеахту́бинского муниципального района Волгоградской области Российской Федерации — опознавательно-правовой знак, соответствующий установившимся традициям и составленный по правилам вексиллологии, являющийся символом муниципального статуса, власти и самоуправления.
Ныне действующий флаг утверждён 29 января 2010 года и внесён в Государственный геральдический регистр Российской Федерации с присвоением регистрационного номера 6976.

## Описание
Флаг района представляет собой прямоугольное полотнище с отношением ширины к длине 2:3, воспроизводящее композицию герба Среднеахтубинского муниципального района в синем, белом, жёлтом цветах.

Геральдическое описание герба Среднеахтубинского муниципального района гласит: «В лазоревом поле вверху — сообращённых сидящих серебряных журавля с поднятыми и стропилообразно соединёнными крыльями и скрещёнными клювами; внизу — золотая корона состоящая из обруча обременённого жемчугом, от которого по центру произрастает пшеничный колос в столб с листвою переходящей в дуги, сопровождаемый противообращёнными, изогнутыми подковообразно рыбами на спинах которых, покоятся речные цветы о семи лепестках каждый. Щит увенчан муниципальной короной установленного образца».

## См. также

Флаги муниципальных образований Среднеахтубинского района
Флаг городского поселения рабочий посёлок Средняя Ахтуба
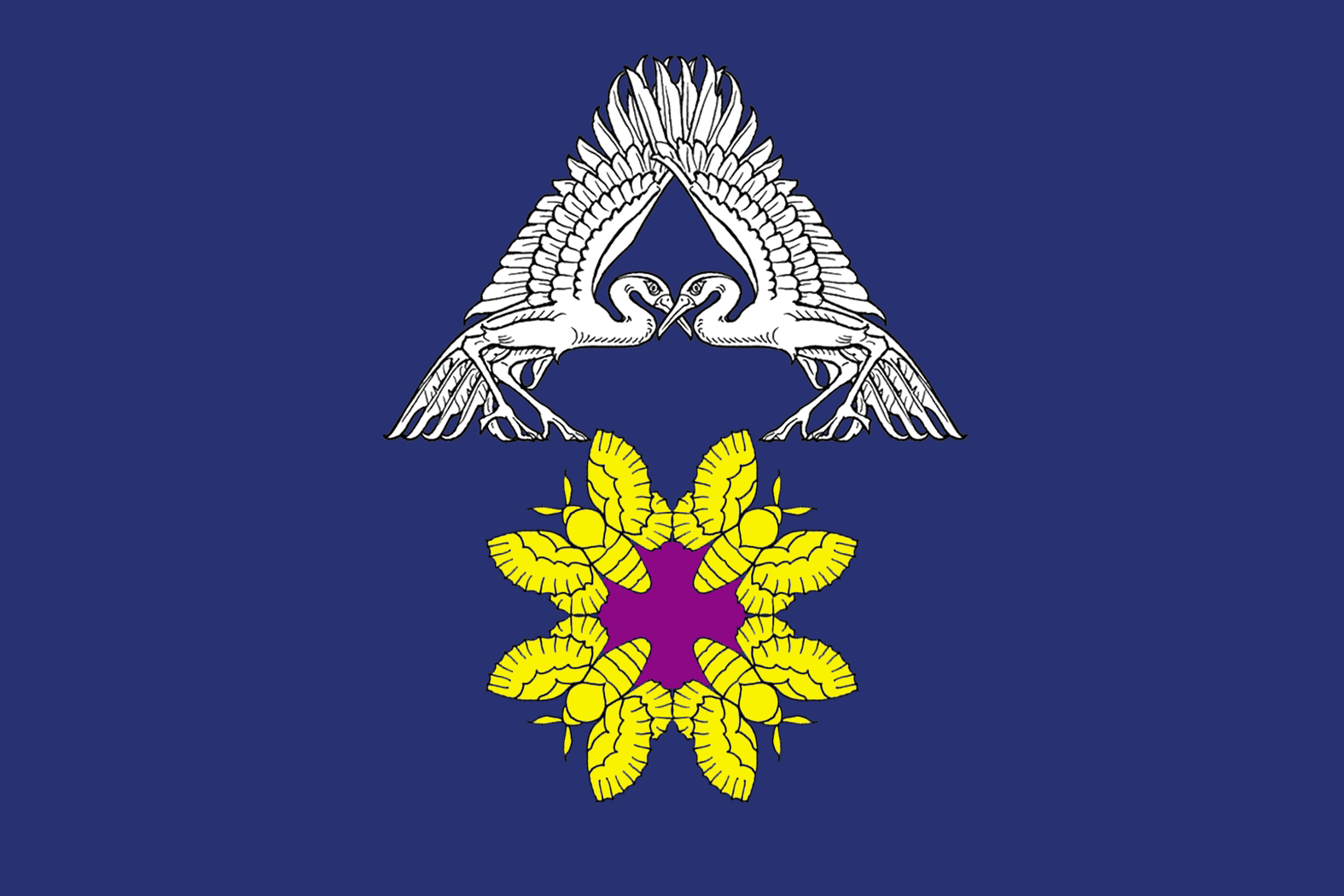
Флаг Ахтубинского сельского поселения
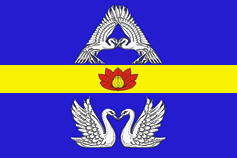
Флаг Фрунзенского сельского поселения

## Обоснование символики
С давних времён журавль почитался в качестве священной птицы богини плодородия и земледелия Деметры. Его прилёт, который возвещал весну, сделал журавля символом обновления (в христианскую эпоху — символ воскресения), его необычный шаг во время тока стал образцом журавлиного танца (гераникос) и воплощением жизнерадостности и любви. На флаге района сообрашённые журавли своим обликом образуют литеру «А» — начальную во всех алфавитах — и символизируют название района, происходящее от реки Ахтуба.
Жёлтая символическая корона раскрывает богатства края.
Жёлтый цвет (золото) — символ богатства, справедливости, милосердия, великодушия, постоянства, силы и верности.
Белый цвет (серебро) — символ чистоты, доброты и невинности.
Синий цвет (лазурь) — символ красоты, ясности, мягкости и величия.

## История

### Первый флаг
Первый флаг района был утверждён 30 января 2003 года решением Среднеахтубинской районной думы № 25/140:

Флаг Среднеахтубинского района Волгоградской области представляет собой золотисто-синее, с зелёной волнистой лентой прямоугольное полотнище с отношением ширины к длине 2:3, разработанное на основе цветовой гаммы герба Среднеахтубинского района.

Герб представлял собой щит пересечённый золотом и лазурью. В золотом поле солнце, в лазурном зелёный волнистый пояс.
В золотом поле верхней части щита герба изображён древний символ богатства и изобилия — солнце. Большое значение в развитии района имеет сельское хозяйство и особенно производство томатов, поэтому солнце имеет красный цвет. Золотое поле верхней части щита герба отражает также степную часть района.
Синее поле нижней части щита герба символизирует две реки: великую могучую русскую реку Волгу (широкая нижняя часть поля щита) и её рукав Ахтубу (узкая верхняя часть поля щита), а также большое количество озёр, ериков и речушек в Волго-Ахтубинской пойме.
Зелёная волнистая лента в синем нижнем поле щита герба символизирует главную достопримечательность Среднеахтубинского района — Волго-Ахтубинскую пойму, а также множество лугов, трав, изобилие овощей и фруктов.
Синее поле нижней части щита герба отражает также пойменную часть района.
Сочетание солнца и воды предполагает развитие в Среднеахтубинском районе туризма, здорового отдыха на берегах Волги и Ахтубы.
Красный цвет — символ тепла, красоты, радости и праздника.
Зелёный цвет — символ надежды, изобилия и свободы.
Золотой цвет — символ богатства, верности, постоянства, прочности, интеллекта и прозрения.
Синий цвет — символ чести, преданности и истины.

### Второй флаг
26 марта 2009 года, решением Среднеахтубинской районной думы № 44/420, были изменены описания герба и флага района:

Флаг Среднеахтубинского района Волгоградской области представляет собой прямоугольное полотнище с отношением ширины к длине 2:3, воспроизводящее композицию герба Среднеахтубинского района в жёлтом, синем, красном и зелёном цветах.

Геральдическое описание герба гласило: «Герб Среднеахтубинского района имеет форму французского щита, щит пересечен волнисто золотом и лазурью. В золотом поле зелёный завышенный волнистый пояс, окаймлённый золотом. Щит увенчан муниципальной короной установленного образца».